# ردفیلد (نام خانوادگی)
ردفیلد یک نام خانوادگی است و ممکن است به یکی از موارد زیر اشاره داشته باشد:
- جیمز ردفیلد
- رابرت ردفیلد
- رابرت آر. ردفیلد
- ویلیام ردفیلد (هنرپیشه)
- کلر ردفیلد
- کریس ردفیلد

## نام کوچک
- ردفیلد پروکتور